# Pierre Even (Radsportler)

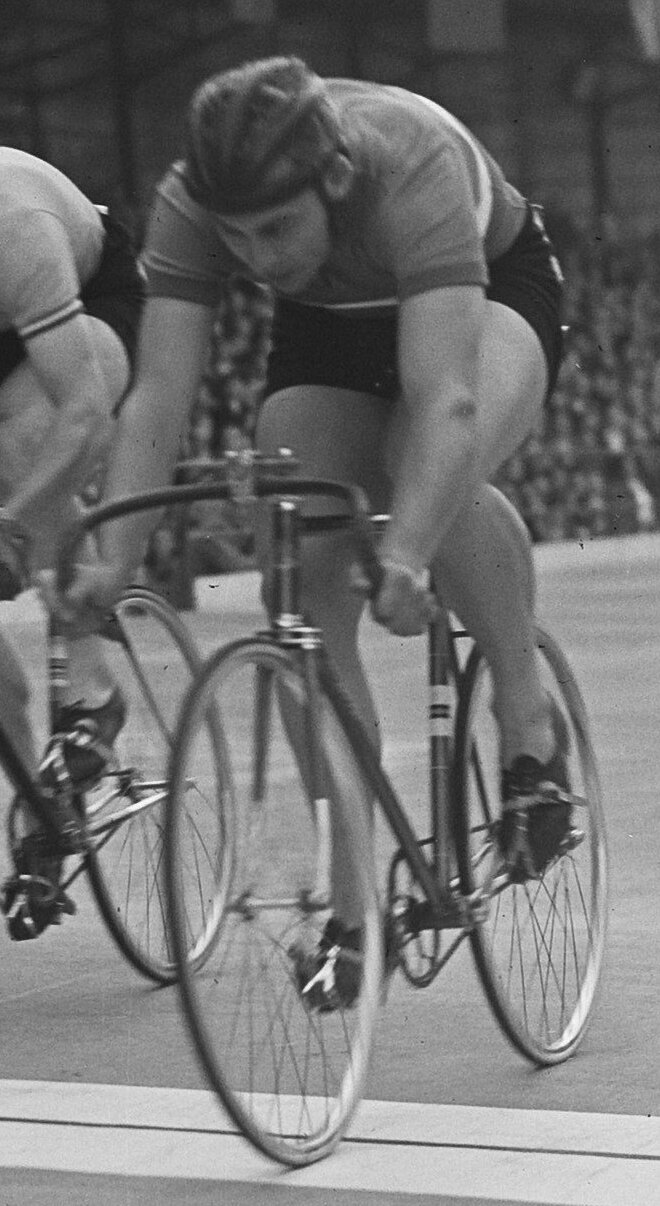
Pierre Even 1950

Pierre Jules Léon Even (* 20. Januar 1929 in Pont-l’Évêque (Calvados); † 18. Mai 2001 in Caen) war ein französischer Radrennfahrer.

## Sportliche Laufbahn
Even war im Bahnradsport aktiv. 1949 gewann Even die Weltmeisterschaften der Studenten im Bahnsprint. Bei den Bahnradsport-Weltmeisterschaften 1950 gewann er die Silbermedaille im Sprint der Amateure hinter seinem Landsmann Maurice Verdeun. 1951 wurde er beim Sieg von Jacques Bellenger Dritter der nationalen Meisterschaft im Sprint der Profis. Im bedeutendsten Sprintturnier Frankreichs, dem Grand Prix de Paris, kam er im Wettbewerb der Amateure 1949 (hinter Émile Lognay) und 1951 auf den zweiten Rang. Even startete für den Club Vélocipédique Moulineaux-Vaugirard und fuhr 1951 sowie 1952 als Berufsfahrer.